# Mountville (Karolina Południowa)
Mountville – jednostka osadnicza w Stanach Zjednoczonych, w stanie Karolina Południowa, w hrabstwie Laurens.